# Estadio 10 de diciembre
El Estadio 10 de diciembre, ubicado en la Ciudad Cooperativa Cruz Azul, en Tula de Allende, Hidalgo, es un estadio multiusos construido en 1963, que actualmente alberga al Atlético Hidalgo. El estadio tiene una capacidad de 17 000 aficionados.
Este inmueble fue el primer recinto que el Cruz Azul usó en Primera División, de 1964 a 1971 (8 temporadas, si se toma en cuenta el torneo México 70). Consiguió dos títulos de liga aquí (68-69 y México 70) y dos campeonatos de Copa (1968-1969 y Clausura 2013). En 1971 se mudan al Estadio Azteca de la Ciudad de México.
Ha sido sede de varias finales en distintas competencias de fútbol mexicano, tales como la Copa México de 1996, una final de la Primera División "A" , dos finales de Liga de la Segunda División de México, una final de la Copa de la Segunda División y un Campeón de Campeones de la misma división, además de dos finales de Tercera División de México.
Luego de la mudanza del Cruz Azul a la Ciudad de México este estadio se convirtió en el hogar de los equipos dependientes de La Máquina Celeste como las filiales Cruz Azul Hidalgo, Cruz Azul Premier y Cruz Azul Jasso, además del Cruz Azul Femenil. Sin embargo, en 2021 estos equipos fueron trasladados a la Ciudad de México por petición de la nueva directiva que comenzó a manejar el club.
Luego de cuatro años sin equipo en 2025 se anunció al estadio como la nueva sede del Atlético Hidalgo, equipo filial del Pachuca que juega en la Serie A de la Segunda División.